# Rallye d'Argentine 2009
Le Rallye d'Argentine 2009 est le 5e rallye du championnat du monde des rallyes 2009.

## Résultats
1 S Loeb en 2 h 26 MIN 6 . 3 
2 D SORDO 0.4
3 H SOLBERG 1.2
4 F VILLAGRA 1.5
5 M WILSON 1.8
6 J-M LATVALA 2
7 S OGIER 2.5
8 N AL-ATTIYAH 3

## Spéciales chronométrées
| Étape             | Spéciale | Heure   | Nom                               | Distance | Vainqueur     | Temps         | Leader        |
| ----------------- | -------- | ------- | --------------------------------- | -------- | ------------- | ------------- | ------------- |
| 1re (23-24 avril) | SS1      | 19 h 05 | Estadio Cordoba I                 | 2,4 km   | S. Loeb       | 2 min 23 s 6  | S. Loeb       |
| 1re (23-24 avril) | SS2      | 07 h 45 | La Cumbre - Agua De Oro I         | 14,94 km | J.-M. Latvala | 12 min 48 s 7 | J.-M. Latvala |
| 1re (23-24 avril) | SS3      | 08 h 41 | Ascochinga - La Cumbre I          | 22,38 km | D. Sordo      | 14 min 44 s 1 | D. Sordo      |
| 1re (23-24 avril) | SS4      | 09 h 44 | Capilla Del Monte - San Marcos I  | 22,95 km | P. Solberg    | 17 min 33 s 5 | M. Hirvonen   |
| 1re (23-24 avril) | SS5      | 10 h 16 | San Marcos - Charbonier I         | 9,61 km  | S. Loeb       | 6 min 32 s 5  | M. Hirvonen   |
| 1re (23-24 avril) | SS6      | 14 h 26 | Ascochinga - La Cumbre II         | 22,38 km | D. Sordo      | 14 min 26 s 8 | D. Sordo      |
| 1re (23-24 avril) | SS7      | 15 h 29 | Capilla Del Monte - San Marcos II | 22,95 km | M. Hirvonen   | 17 min 16 s 8 | M. Hirvonen   |
| 1re (23-24 avril) | SS8      | 16 h 01 | San Marcos - Charbonier II        | 9,61 km  | S. Loeb       | 6 min 28 s 9  | D. Sordo      |
| 1re (23-24 avril) | SS9      | 17 h 04 | La Cumbre - Agua De Oro II        | 14,94 km | J.-M. Latvala | 12 min 32 s 4 | D. Sordo      |
| 2e (25 avril)     | SS10     | 09 h 38 | El Mirador - San Lorenzo I        | 20,81 km | S. Loeb       | 11 min 28 s 0 | D. Sordo      |
| 2e (25 avril)     | SS11     | 10 h 12 | Mina Clavero - Giulio Cesare I    | 22,79 km | S. Loeb       | 18 min 18 s 2 | D. Sordo      |
| 2e (25 avril)     | SS12     | 11 h 00 | El Condor - Copina I              | 16,29 km | S. Loeb       | 13 min 04 s 6 | S. Loeb       |
| 2e (25 avril)     | SS13     | 11 h 46 | Icho Cruz - Carlos Paz I          | 9,73 km  | S. Loeb       | 6 min 19 s 4  | S. Loeb       |
| 2e (25 avril)     | SS14     | 15 h 23 | El Mirador - San Lorenzo II       | 20,81 km | M. Hirvonen   | 11 min 22 s 0 | S. Loeb       |
| 2e (25 avril)     | SS15     | 15 h 57 | Mina Clavero - Giulio Cesare II   | 22,79 km | S. Loeb       | 18 min 04 s 5 | S. Loeb       |
| 2e (25 avril)     | SS16     | 16 h 45 | El Condor - Copina II             | 16,29 km | J.-M. Latvala | 13 min 06 s 5 | S. Loeb       |
| 2e (25 avril)     | SS17     | 17 h 31 | Icho Cruz - Carlos Paz II         | 9,73 km  | S. Loeb       | 6 min 26 s 6  | S. Loeb       |
| 2e (25 avril)     | SS18     | 19 h 05 | Estadio Cordoba II                | 2,4 km   | D. Sordo      | 2 min 23 s 6  | S. Loeb       |
| 3e (26 avril)     | SS19     | 08 h 48 | Villa Giardino - La Falda         | 15,78 km | S. Loeb       | 11 min 18 s 2 | S. Loeb       |
| 3e (26 avril)     | SS20     | 09 h 20 | Valle Hermoso - Casa Grande       | 10,95 km | S. Loeb       | 7 min 14 s 8  | S. Loeb       |
| 3e (26 avril)     | SS21     | 10 h 03 | Cosquin - Tanti                   | 11,27 km | J.-M. Latvala | 6 min 19 s 8  | S. Loeb       |
| 3e (26 avril)     | SS22     | 10 h 26 | Tanta Nuevo - Villa Garcia        | 7,6 km   | J.-M. Latvala | 4 min 15 s 9  | S. Loeb       |
| 3e (26 avril)     | SS23     | 12 h 05 | Estadio Cordoba III               | 2,4 km   | S. Loeb       | 2 min 26 s 6  | S. Loeb       |

## Classements au championnat après l'épreuve

### Classement des pilotes
| Rang | Pilote             | Rallyes | Rallyes | Rallyes | Rallyes | Rallyes | Rallyes | Rallyes | Rallyes | Rallyes | Rallyes | Rallyes | Rallyes | Total points |
| Rang | Pilote             | IRL     | NOR     | CYP     | POR     | ARG     | ITA     | GRE     | POL     | FIN     | AUS     | ESP     | GBR     | Total points |
| ---- | ------------------ | ------- | ------- | ------- | ------- | ------- | ------- | ------- | ------- | ------- | ------- | ------- | ------- | ------------ |
| 1er  | Sébastien Loeb     | 10      | 10      | 10      | 10      | 10      |         |         |         |         |         |         |         | 50           |
| 2e   | Daniel Sordo       | 8       | 4       | 5       | 6       | 8       |         |         |         |         |         |         |         | 31           |
| 3e   | Mikko Hirvonen     | 6       | 8       | 8       | 8       | Ab.     |         |         |         |         |         |         |         | 30           |
| 4e   | Henning Solberg    | 5       | 5       | 0       | 4       | 6       |         |         |         |         |         |         |         | 20           |
| 5e   | Petter Solberg     | -       | 3       | 6       | 5       | Ab.     |         |         |         |         |         |         |         | 14           |
| 6e   | Matthew Wilson     | 2       | 2       | 4       | Ab.     | 4       |         |         |         |         |         |         |         | 12           |
| 7e   | Jari-Matti Latvala | 0       | 6       | 0       | Ab.     | 3       |         |         |         |         |         |         |         | 9            |
| 8e   | Federico Villagra  | -       | -       | 2       | 2       | 5       |         |         |         |         |         |         |         | 9            |
| 9e   | Sébastien Ogier    | 3       | 0       | Ab.     | 0       | 2       |         |         |         |         |         |         |         | 5            |
| 10e  | Chris Atkinson     | 4       | -       | -       | -       | -       |         |         |         |         |         |         |         | 4            |
| 11e  | Conrad Rautenbach  | 0       | Ab.     | 3       | Ab.     | Ab.     |         |         |         |         |         |         |         | 3            |
| 12e  | Mads Østberg       | -       | 0       | -       | 3       | -       |         |         |         |         |         |         |         | 3            |
| 13e  | Khalid al-Qassimi  | 1       | -       | 1       | 1       | -       |         |         |         |         |         |         |         | 3            |
| 14e  | Urmo Aava          | 0       | 1       | -       | -       | -       |         |         |         |         |         |         |         | 1            |
| 15e  | Nasser Al Attiyah  | -       | -       | 0       | 0       | 1       |         |         |         |         |         |         |         | 1            |

| Couleur | Résultat                                                         |
| ------- | ---------------------------------------------------------------- |
| Or      | Vainqueur                                                        |
| Argent  | 2e place                                                         |
| Bronze  | 3e place                                                         |
| Vert    | Classé, dans les points                                          |
| Bleu    | Classé, hors des points Non classé (Nc.)                         |
| Mauve   | Abandon (Ab.) Retrait (Re.)                                      |
| Noir    | Disqualifié (Dq.)                                                |
| Blanc   | N'a pas pris le départ (Np.) Forfait (Forf.) Épreuve annulée (A) |
| Aucune  | N'a pas participé (-)                                            |

### Classement des constructeurs
| Rang | Équipe                             | Rallyes | Rallyes | Rallyes | Rallyes | Rallyes | Rallyes | Rallyes | Rallyes | Rallyes | Rallyes | Rallyes | Rallyes | Total points |
| Rang | Équipe                             | IRL     | NOR     | CYP     | POR     | ARG     | ITA     | GRE     | POL     | FIN     | AUS     | ESP     | GBR     | Total points |
| ---- | ---------------------------------- | ------- | ------- | ------- | ------- | ------- | ------- | ------- | ------- | ------- | ------- | ------- | ------- | ------------ |
| 1er  | Citroën Total WRT                  | 18      | 14      | 16      | 16      | 18      |         |         |         |         |         |         |         | 82           |
| 2e   | BP-Ford Abu Dhabi WRT              | 8       | 14      | 10      | 8       | 3       |         |         |         |         |         |         |         | 43           |
| 3e   | Stobart VK M-Sport Ford Rally Team | 8       | 8       | 6       | 5       | 10      |         |         |         |         |         |         |         | 37           |
| 4e   | Citroën Junior Team                | 5       | 2       | 4       | 0       | 2       |         |         |         |         |         |         |         | 13           |
| 5e   | Munchi's Ford World Rally Team     | 0       | 0       | 3       | 4       | 5       |         |         |         |         |         |         |         | 12           |